# Birjuk
Il Birjuk (in russo  Бирюк?) è un fiume russo della Siberia Orientale, affluente di sinistra della Lena. Scorre nell'Olëkminskij ulus della Sacha-Jacuzia.
Nasce nella regione delle alture della Lena, scorrendo nel bassopiano della Jacuzia centrale; il maggiore affluente è il Meličan (206 km), proveniente dalla destra idrografica. Sfocia nella Lena a 2160 km dalla foce.